# 19e étape du Tour d'Espagne 1999

La 19e étape du Tour d'Espagne 1999 s'est déroulée le 24 septembre entre San Lorenzo de El Escorial et Avila.

## Récit
Franck Vandenbroucke, l'homme en forme de cette fin de Vuelta, se montre une nouvelle fois très impressionnant en dominant tous les favoris pour remporter sa seconde victoire d'étape en 3 jours.
Il s'agit pourtant de la dernière victoire importante de la carrière du prodige belge, qui ne s'imposera plus qu'une seule et unique fois après ce jour-là, 10 ans plus tard et quelques mois avant sa mort.
Jan Ullrich conserve le maillot de oro.

## Classement de l'étape
| \| 1. \| Franck Vandenbroucke \| Belgique \| en \| 4 h 54 min 18 s \| \| 2. \| Mikel Zarrabeitia \| Espagne \| + \| 13 s \| \| 3. \| Roberto Heras \| Espagne \| \| 20 s \| \| 4. \| Pavel Tonkov \| Russie \| \| m.t. \| \| 5. \| José María Jiménez \| Espagne \| \| m.t. \| \| 6. \| Jan Ullrich \| Allemagne \| \| m.t. \| \| 7. \| Igor González de Galdeano \| Espagne \| \| m.t. \| \| 8. \| Leonardo Piepoli \| Italie \| \| 24 s \| \| 9. \| Chann McRae \| États-Unis \| \| 1 min 55 s \| \| 10. \| José Luis Rubiera \| Espagne \| \| m.t. \| |                           |            |    |                 |
| 1. | Franck Vandenbroucke      | Belgique   | en | 4 h 54 min 18 s |
| 2. | Mikel Zarrabeitia         | Espagne    | +  | 13 s            |
| 3. | Roberto Heras             | Espagne    |    | 20 s            |
| 4. | Pavel Tonkov              | Russie     |    | m.t.            |
| 5. | José María Jiménez        | Espagne    |    | m.t.            |
| 6. | Jan Ullrich               | Allemagne  |    | m.t.            |
| 7. | Igor González de Galdeano | Espagne    |    | m.t.            |
| 8. | Leonardo Piepoli          | Italie     |    | 24 s            |
| 9. | Chann McRae               | États-Unis |    | 1 min 55 s      |
| 10. | José Luis Rubiera         | Espagne    |    | m.t.            |

## Classement général
|   | Coureur                   | Pays      | Équipe           |    | Temps      |
| - | ------------------------- | --------- | ---------------- | -- | ---------- |
| 1 | Jan Ullrich               | Allemagne | Deutsche Telekom | en |            |
| 2 | Igor González de Galdeano | Espagne   | Vitalicio        | +  | 31 s       |
| 3 | Roberto Heras             | Espagne   | Kelme            |    | 2 min 18 s |